# Пантюково
Пантюково — деревня в Ржевском районе Тверской области, входит в состав сельского поселения «Успенское». 

## География
Деревня расположена на берегу реки Мерзкая в 10 км на северо-восток от центра поселения посёлка Успенское и в 19 км на северо-восток от Ржева, близ деревни находится урочище Шутово (Покровское).

## История
В 1776 году в селе Шутово (Покровское) близ деревни была построена каменная Покровская церковь. 
В конце XIX — начале XX века деревня вместе с селом Шутово (Покровское) входила в состав Масловской волости Ржевского уезда Тверской губернии. 
С 1929 года деревня входила в состав Масловского сельсовета Ржевского района Ржевского округа Московской области, с 1935 года — в составе Калининской области, с 1994 года — в составе Успенского сельского округа, с 2005 года — в составе сельского поселения «Успенское».

## Население
| 1859 | 1883 | 2002 | 2010 |
| ---- | ---- | ---- | ---- |
| 85   | ↗98  | ↘3   | ↘0   |

## Достопримечательности
В урочище Шутово (Покровское) близ деревни расположена недействующая Церковь Покрова Пресвятой Богородицы (1776).